# Kolourione premordica
Kolourione premordica is een pissebed uit de familie Bopyridae. De wetenschappelijke naam van de soort is voor het eerst geldig gepubliceerd in 1978 door Markham.